# Henschia stehliki
Henschia stehliki är en insektsart som beskrevs av Dlabola 1951. Henschia stehliki ingår i släktet Henschia och familjen dvärgstritar. Inga underarter finns listade i Catalogue of Life.